# روبرت موفات بالمر
روبرت موفات بالمر (بالإنجليزية: Robert Moffat Palmer)‏ هو عازف بيانو وملحن أمريكي، ولد في 2 يونيو 1915 في سيراكيوز في الولايات المتحدة، وتوفي في 3 يوليو 2010 في إثاكا في الولايات المتحدة.

## وصلات خارجية
- روبرت موفات بالمر على موقع ميوزك برينز (الإنجليزية)